# Sphingulus mus
Genre
Espèce
Sphingulus mus est une espèce de lépidoptères de la famille des Sphingidae, de la sous-famille des Smerinthinae et de la tribu des Sphingulini.
Elle est l'unique représentante du genre monotypique Sphingulus.

## Distribution
L'espèce est connue dans la partie sud-est de l'Extrême-Orient russe, dans la péninsule coréenne, et dans le Sud de la Chine orientale.

## Description
L'envergure varie de 57 à 60 mm. La face dorsale de l'aile antérieure montre les deux lignes les plus distales très marquées. La ligne post-discale par un double point au niveau des veines. Le corps de couleur très uniforme gris parfois brunâtre.

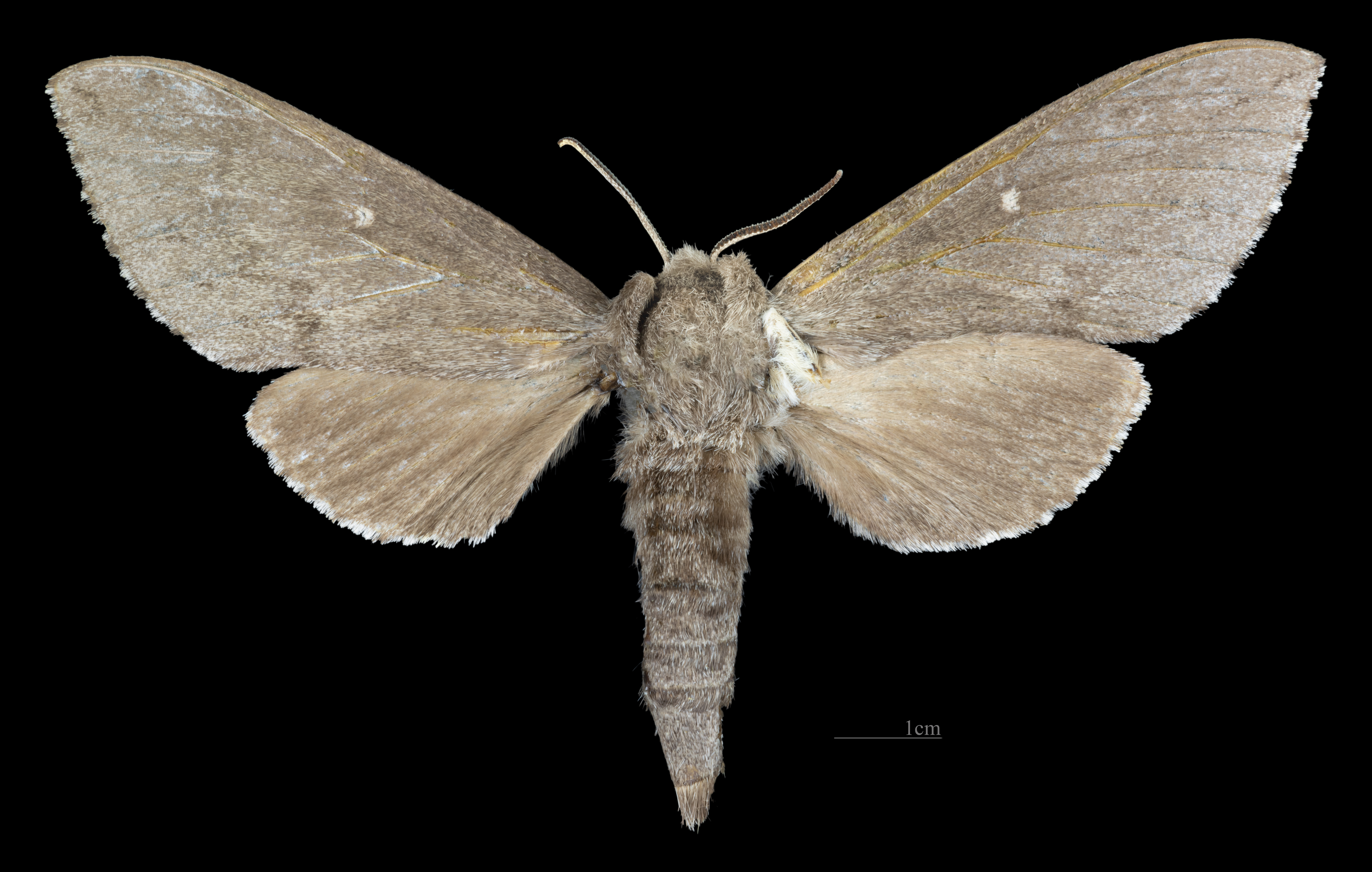
Avers de la femelle (coll.MHNT)
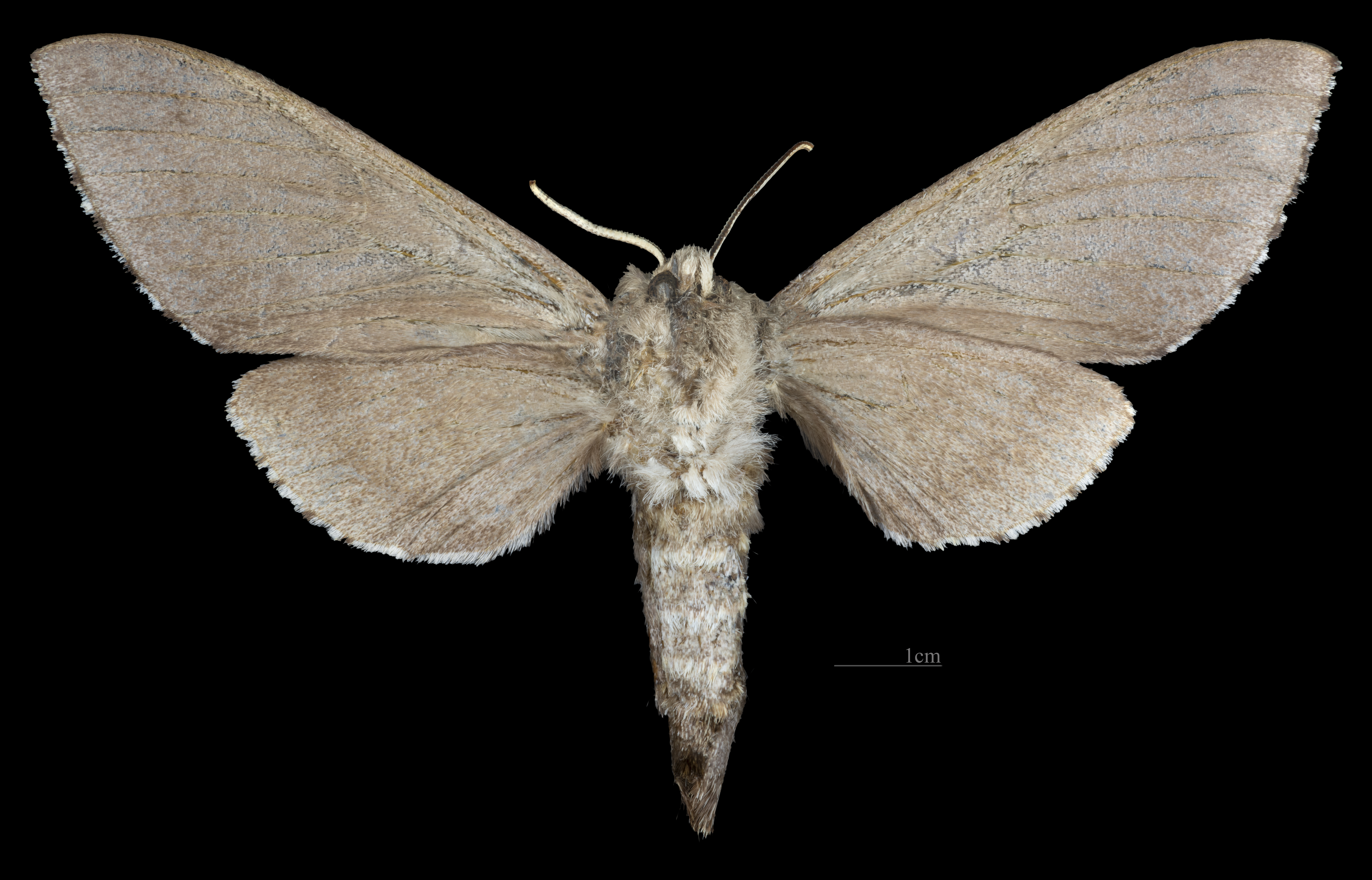
Revers de la femelle (coll.MHNT)

## Biologie
Dans le nord de la Chine, il y a une génération par an avec des adultes en mai et juin. Dans le nord-est de la Chine et en Extrême-Orient russe, il existe probablement une deuxième génération, avec des adultes en juillet et en août certaines années. En Corée, des adultes ont été enregistrés de juin à juillet.
Les chenilles se nourrissent des espèces du genre Fraxinus.

## Systématique
- Le genre et l'espèce ont été décrits par l’entomologiste allemand Otto Staudinger en 1887[1].
- La localité type est Primorskiy Kray, Suifun Russie.

### Synonymie
Pour l'espèce
- Sphingulus mus taishanis Mell, 1937